# تل سوزو
تل سوزو مربوط به دوره ساسانی است و در شهرستان دشتستان، بخش شبانکاره، دهستان شبانکاره، روستای خلیفه‌ای واقع شده و این اثر در تاریخ ۸ بهمن ۱۳۸۵ با شمارهٔ ثبت ۱۷۱۱۲ به عنوان یکی از آثار ملی ایران به ثبت رسیده است.